# Rho Fornacis
Rho Fornacis (109 Fornacis) é uma estrela na direção da constelação de Fornax. Possui uma ascensão reta de 03h 47m 56.02s e uma declinação de −30° 10′ 02.4″. Sua magnitude aparente é igual a 5.52. Considerando sua distância de 282 anos-luz em relação à Terra, sua magnitude absoluta é igual a 0.83. Pertence à classe espectral G6III. É uma estrela variável.